# Heterochondria longa
Heterochondria longa is een eenoogkreeftjessoort uit de familie van de Chondracanthidae. De wetenschappelijke naam van de soort is voor het eerst geldig gepubliceerd in 1961 door Tripathi.